# 24 القرشي
مدينة 24 القرشي تقع وسط السودان، في الجنوب الغربي لمشروع امتداد المناقل الزراعي، التابع لمشروع الجزيرة، على ارتفاع 402 متر فوق سطح البحر(1318.90 قدم). وتبعد عن الخرطوم بمسافة 112 كيلومتر (69,8 ميل).

## التاريخ
وهي من المدن الحديثة في السودان حيث تأسست في عام 1958 م، إبّان عهد الرئيس إبراهيم عبود، لتكون مقراً لرئاسة مشروع امتداد المناقل الزراعي، وشيدت منازلها بالحجارة المستجلبة من جبل الماطوري القريب من المنطقة.

## التسمية
تعددت الأسماء لهذه المنطقة، فقد كانت عبارة عن قنطرة ري باسم الفخأخير نسبة للقرية المجاورة لها، ثم تم تغيير اسمها إلى 24 عبود نسبة للرئيس إبراهيم عبود الذي قرر بنائها لتضم رئاسة مشروع امتداد المناقل الزراعي التابع لمشروع الجزيرة. وعند قيام ثورة 21 أكتوبر/ تشرين الأول 1964 المدنية ضد حكومة عبود العسكرية واستشهاد أحمد القرشي أحد نشطائها كأول شهيد لها، نسبت المدينة إليه وأصبح اسمها 24 القرشي. والرقم 24 هو رقم الموقع حسب التوزيع الهندسي لنظام الري بمشروع الجزيرة الزراعي.

## التخطيط العمراني
تأسست المدينة بشكل متكامل فيما يخص الخدمات الحياتية المختلفة كالكهرباء والمياه، حتى إن الخط الكهرباء الذي كان يمد مدينة المناقل المجاورة بالطاقة كان ينطلق من 24 القرشي قبل إدخال المناقل في الشبكة القومية للكهرباء بالسودان. كما تم تأسيس ورشة لتصنيع المواسير وهي واحدة من أكبر المصانع من نوعها على مستوى القارة الأفريقية وشمل التعمير إنشاء المدارس في جميع المراحل وبناء مستشفى، وأصبحت بذلك مدينة 24 القرشي مدينة عمالية جاذبة يفد إليها الناس للعمل سواء في الخدمات الحكومية، أو في المهن الأخرى بالقطاعين العام والخاص ونتيجة لذلك حدث ترابط اجتماعي متين بين سكانها.

## النشاط الاقتصادي
تتوسط المدينة منطقة زراعية معروفة بخصوبتها في السودان وهي منطقة الجزيرة ولذلك توجد بها شبكة قنوات للري ومهابط طائرات صغيرة لرش المبيدات الحشرية، كما إلى جانب معامل لتحسين المحاصيل الزراعية وتحسين نسل المواشي و(التلقيح الصناعي)، وإلى جانب زراعة القطن تزرع في المنطقة الخضراوات وتربية الماشية في مزارع الألبان.

## المناخ
| البيانات المناخية لـ24 القرشي | البيانات المناخية لـ24 القرشي | البيانات المناخية لـ24 القرشي | البيانات المناخية لـ24 القرشي | البيانات المناخية لـ24 القرشي | البيانات المناخية لـ24 القرشي | البيانات المناخية لـ24 القرشي | البيانات المناخية لـ24 القرشي | البيانات المناخية لـ24 القرشي | البيانات المناخية لـ24 القرشي | البيانات المناخية لـ24 القرشي | البيانات المناخية لـ24 القرشي | البيانات المناخية لـ24 القرشي | البيانات المناخية لـ24 القرشي |
| الشهر                         | يناير                         | فبراير                        | مارس                          | أبريل                         | مايو                          | يونيو                         | يوليو                         | أغسطس                         | سبتمبر                        | أكتوبر                        | نوفمبر                        | ديسمبر                        | المعدل السنوي                 |
| ----------------------------- | ----------------------------- | ----------------------------- | ----------------------------- | ----------------------------- | ----------------------------- | ----------------------------- | ----------------------------- | ----------------------------- | ----------------------------- | ----------------------------- | ----------------------------- | ----------------------------- | ----------------------------- |
| متوسط درجة الحرارة الكبرى °ف  | 77                            | 79                            | 77                            | 81                            | 77                            | 79                            | 82                            | 75                            | 77                            | 84                            | 82                            | 77                            | 79                            |
| متوسط درجة الحرارة الصغرى °ف  | 54                            | 54                            | 57                            | 59                            | 59                            | 64                            | 64                            | 61                            | 61                            | 66                            | 59                            | 55                            | 59                            |
| الهطول إنش                    | 0                             | —                             | 0                             | 0.0                           | 0                             | 0.2                           | 0.5                           | 1.1                           | 1.7                           | 0.7                           | 0.1                           | 0                             | —                             |
| متوسط درجة الحرارة الكبرى °م  | 25                            | 26                            | 25                            | 27                            | 25                            | 26                            | 28                            | 24                            | 25                            | 29                            | 28                            | 25                            | 26                            |
| متوسط درجة الحرارة الصغرى °م  | 12                            | 12                            | 14                            | 15                            | 15                            | 18                            | 18                            | 16                            | 16                            | 19                            | 15                            | 13                            | 15                            |
| الهطول مم                     | 0                             | —                             | 0                             | 1                             | 0                             | 6                             | 12                            | 27                            | 42                            | 18                            | 3                             | 0                             | —                             |
| المصدر: worldweatheronline    |                               |                               |                               |                               |                               |                               |                               |                               |                               |                               |                               |                               |                               |

## الموقع
جدول يبين المسافة بين 24 القرشي وبعض المدن والبلدات السودانية
| المدينة | المسافة بالكيلومتر | المسافة بالميل |
| ------- | ------------------ | -------------- |
| العك    | 4,5                | 4,1            |
| الجنيد  | 9                  | 5,6            |
| كوستي   | 191,5              | 119            |
| ود مدني | 54,1               | 33,6           |
| كسلا    | 347,3              | 215,8          |

## أحياء مدينة 24 القرشي
- الحي الأهلي(حي التجار)
- حي أبو الحسن (بحري)
- الحي الشمالي (حي المستشفى)
- الحي الجنوبي (سكة الحديد، مربعات أرقام 8 و 9 و 10)
- الحي الأوسط (الري، أم جغوغة، الفرادي، فريق الموظفين)
- قسم معتوق

### قرى 24 القرشي
- الفخأخير
- كمر الزين
- قرية الخير
- البعاشيم
- المتصلة (المنقطعة سابقا)
- أب عون المسلمية
- المسارعة
- أحمد المصطفى (الجميلية)
- الماطوراب
- قرية (أم شديدة جمال الدين )
- حلة النور (قمبور سابقا)
- ود طرفة
- الخير بجيك (إم بجيك سابقا)
- الصفا
- أب عون التقلاب
- الحفائر
- ود كمبو
- حلة عمر
- حلة بشير
- ود حسين
- ود النورة
- النوراب
- ود آدم
- أم دكت الدار
- أم دكت الجعليين
- الدويرة
- عبد الرسول
- القنابيل
- إلياس
- النوراب
- الشويرف
- ودالنورة
- القنابيل
- معتوق
- قنيدة
- اللعوتة
- المجيقة
- حلة بابكر
- ود حرازة
- فريق الفضل
- أبو مريخة
- كرتوب
- عجوبة
- غنيوة
- كممبورة(ا)
- كممبورة(ب)
- حفير الصافي
- الخروعة الجديدة
- الخروعة القديمة
- أم اصلة
- شرفت الماطوري
- قرية الخير

-قرية جلوكة
مشير
كسلا(الهوسا)

### مدارس مرحلة الأساس
- أبو الحسن الابتدائية المختلطة
- 24 القرشي الشمالية الابتدائية بنين
- 24 القرشي الابتدائية بنات
- مدرسة الحي الأهلي الأساسية
- الخير بجيك الاساسية

### مدارس المرحلة الثانوية
- 24 القرشي المتوسطة
- 24 القرشي المتوسطة للبنات
- القرشي الثانوية الحكومية للبنين
- 24 القرشي القانوية للبنين
- القرشى الجنوبية المختلطة
- مدرسة العمال

ويتمثل التعليم العالي في المدينة بفرع لجامعة السودان المفتوحة.

### الأندية الرياضية
1. نادي النهضة
2. نادي الرابطة
3. نادي الحديد
4. نادي الفلاح
5. نادي الشبيبة
6. نادي الأهلي
7. نادي الموردة
8. نادي الوفاق
9. نادي الهلال
10. الموردة
11. الأخوة
12. النصر